# Alexandra Holden
Alexandra Paige Holden (Northfield, 30 aprile 1977) è un'attrice statunitense.

## Biografia
Ha recitato in diversi film, tra cui Bella da morire (con, tra le altre, Kirstie Alley e Kirsten Dunst), Le insolite sospette (accanto a Mena Suvari) e Hot Chick - Una bionda esplosiva (con Rob Schneider). Ha avuto piccole parti in diverse serie televisive, tra cui Ally McBeal, Six Feet Under, Tru Calling, Grey's Anatomy, CSI: Miami, Private Practice e Cold Case - Delitti irrisolti. 
Il ruolo che però le ha dato maggior visibilità è probabilmente quello che ha ricoperto in Friends, dove, per cinque episodi della sesta stagione, ha interpretato Elizabeth Stevens, giovane fidanzata di Ross Geller; la partecipazione a questa popolare sit-com le ha inoltre offerto l'opportunità di recitare accanto a Bruce Willis, che interpreta suo padre. Ha inoltre preso parte ad alcuni video musicali, tra cui Hole in my Soul degli Aerosmith, dove ha interpretato una scienziata che aiuta un ragazzo "nerd" a trasformarsi.

## Vita personale
È stata sposata con l'attore Johnny Strong.

## Filmografia parziale

### Cinema
- In & Out, regia di Frank Oz (1997)
- Bella da morire (Drop Dead Gorgeous), regia di Michael Patrick Jann (1999)
- Le insolite sospette (Sugar & Spice), regia di Francine McDougall (2001)
- Hot Chick - Una bionda esplosiva (The Hot Chick), regia di Tom Brady (2002)
- Contratto d'amore (How to Deal), regia di Clare Kilner (2003)
- Lovely Molly, regia di Eduardo Sánchez (2011)
- In a World... - Ascolta la mia voce (In a World...), regia di Lake Bell (2013)

### Televisione
- Friends - serie TV, 5 episodi (2000)
- La rivolta (Uprising), regia di Jon Avnet - film TV (2001)
- Grey's Anatomy – serie TV, episodio 3x07 (2006)
- Private Practice - serie TV, episodio 2x06 (2008)
- The Mentalist - serie TV, episodio 2x14 (2010)
- Amici di letto (Friends with Benefits) - serie TV, episodio 1x01 (2011)
- Covert Affairs - serie TV, episodio 2x14 (2011)
- Rizzoli & Isles - serie TV, 6 episodi (2012-2014)

## Doppiatrici italiane
Nelle versioni in italiano delle opere in cui ha recitato, Alexandra Holden è stata doppiata da:
- Francesca Manicone in Hot Chick - Una bionda esplosiva, In a World - Ascolta la mia voce
- Eleonora De Angelis in In & Out
- Cristina Boraschi in Friends
- Perla Liberatori ne Le insolite sospette - Sugar & Spice
- Ilaria Latini in Grey's Anatomy
- Daniela Calò in Private Practice
- Barbara De Bortoli in Lovely Molly
- Rachele Paolelli in Bones